# Cattedrale di Viana do Castelo
La cattedrale di Santa Maria Maggiore (in portoghese: Sé Catedral de Viana do Castelo) è la cattedrale cattolica di Viana do Castelo, in Portogallo, e sede della diocesi di Viana do Castelo.

## Storia e descrizione
La cattedrale è stata edificata nel XV secolo, con una facciata in pietra in stile romanico di transizione, con influenze gotiche, ha pianta a croce latina, con tre navate distanziate, ciascuna con quattro campate, transetto sporgente, coro e absidi rettangolari. La facciata principale è affiancata da due grandi torri merlate, e l'ingresso è formato da un arco ogivale con tre archivolti molto decorati